# Ansamblul bisericii unitariene din Calnic
Ansamblul bisericii unitariene din Calnic este un ansamblu de monumente istorice aflat pe teritoriul satului Calnic, comuna Valea Crișului, județul Covasna.

Ansamblul este format din următoarele monumente:
- Biserica unitariană (cod LMI CV-II-m-A-13158.01)
- Clopotniță de lemn (cod LMI CV-II-m-A-13158.02)